# Пъсейик (окръг, Ню Джърси)
Окръг Пъсейик (на английски: Passaic County) е окръг в щата Ню Джърси, Съединени американски щати.
Площта му е 510 km², а населението – 507 945 души (2016). Административен център е град Патърсън.